# Cerezo Osaka
El Cerezo Osaka (セレッソ大阪 Seresso Ōsaka?) es un club de fútbol situado en la ciudad de Osaka que compite en la J1 League, la primera división de Japón. En 2014, la ciudad de Sakai, situada al sur de la ciudad de Osaka, se incorporó mediante convenio como ciudad de apoyo al equipo, junto con la propia ciudad de Osaka.

## Historia

### Yanmar Diesel SC (1957-1993)
El club fue fundado en 1957 como el equipo de la compañía de camiones Yanmar. Fue uno de los fundadores de la Japan Soccer League (JSL) en 1965 (los "Original 8"). Durante muchos años fue el representante de la ciudad de Osaka en la era amateur, y llegó a ganar el campeonato japonés en cuatro ocasiones durante la década de 1970.

### Cerezo Osaka (1994-actualidad)
Aunque no entró a formar parte de la J. League el año en que se creó (1993), logró independizarse de Yanmar y pasó a profesionalizarse adoptando el nombre de Cerezo Osaka. Basa su nombre en las flores del árbol del cerezo, que son comunes en esa ciudad en primavera. Tras vencer la JSL en 1994, pasaron a ser un equipo de la J. League. Mientras que su rival Gamba Osaka está situado al norte de la ciudad, Cerezo está establecido en el sur de la misma.
Cerezo Osaka logró hacerse un nombre entre el resto de equipos con jugadores nacionales como Hiroaki Morishima o Akinori Nishizawa, y por la presencia de varios jugadores surcoreanos que aportaron al equipo un buen ataque. Lo más cerca que estuvieron de la Liga en sus primeros años fue un segundo puesto en la primera ronda de la temporada 2000. Al año siguiente el club descendió a la J2 League, en la que solo permaneció un año.
Tras volver a estar cerca del descenso en 2004, Cerezo Osaka supo aprovechar el establecimiento de una liga con única fase en 2005. Con un equipo con tres brasileños y varios jugadores jóvenes japoneses, Cerezo estuvo cerca de obtener su título de liga liderando la tabla a falta de una jornada. Sin embargo, empató su último partido y perdió el título ante sus rivales de Gamba Osaka. La retirada de varios veteranos y la marcha de los jugadores estrella descompusieron al club, que descendió a J2 en 2006.
Tras terminar quinto y cuarto en 2007 y 2008, Cerezo recuperó la categoría máxima en 2009 al terminar segundo.
La temporada de su vuelta a la J-League 1, en 2010, se convirtió en la mejor temporada de su historia en cuanto a clasificación. El equipo terminó 3.º en liga, lo que le permitió clasificarse para la edición de 2011 de la AFC Champions League.
En 2011 el equipo fue muy irregular, capaz de lo mejor (endosar 5-0 al campeón, ganar 6-0 al Montedio Yamagata o 7-1 al Avispa Fukuoka) y también de lo peor (cayendo también goleado en algunas ocasiones). El equipo puso todas sus fuerzas en las competiciones de copa, tanto en la Emperor como en la Champions de Asia, descuidando así la liga ligeramente, llegando a tontear con el descenso en algunas ocasiones. En la Asian Champions League, fue el equipo japonés que más lejos llegó, después de derrotar milagrosamente en octavos al eterno rival en su campo (Gamba Osaka 0-1 Cerezo Osaka), se encontró al equipo surcoreano del Jeonbuk Hyundai Motors en cuartos, donde cayó eliminado después de caer 6-1 en terreno surcoreano. En la Copa del Emperador consiguió llegar a semifinales cayendo eliminado contra el FC Tokyo, de J2 en ese entonces y que terminaría siendo campeón, en una eliminatoria a partido único en la que fue visitante en su propio estadio, Estadio Nagai, ocupando todos los aficionados del FC Tokyo el sector habitual local de los fanes del Cerezo Osaka. En la liga firmó un discreto 12.º puesto.

## Jugadores

### Jugadores destacados
| Japón - Kunishige Kamamoto - Eizo Yuguchi - Yasuhito Suzuki - Tomoyuki Kajino - Hiroshi Soejima - Katsuhiro Kusaki - Akihiro Nishimura - Yuji Ito - Shinji Kagawa - Hiroaki Morishima - Akinori Nishizawa - Motohiro Yoshida - Tatsuya Furuhashi - Hotaru Yamaguchi - Kenyu Sugimoto - Takumi Minamino - Yoshito Okubo - Akimasa Tsukamoto (1992-1996) - Mitsuhiro Misaki (1993-1996) - Kazuhiro Murata (1993-1997) - Katsutoshi Domori (1995-1999) - Kazunari Koga (1995-1999) - Daichi Matsuoka |  | Japón - Daisuke Takahashi - Daizo Okitsu - Hirokazu Sasaki - Kazuya Maeda (2005-2010) - Kyohei Ueda (2017) - Jun Kobayashi (2017) - Kento Umeki (2017) - Koki Negi (2018) AFC - Hwang Sun-Hong - Yoon Jong-Hwan - Noh Jung-Yoon - Ha Seok-Ju - Witthaya Laohakul |  | CONMEBOL - Ademar Braga - Claudinho - Fábio Simplício - Gilmar Rinaldi - Toninho Cecílio - Marquinhos - Pericles - Sérgio Manoel - Souza - Diego Forlán CONCACAF - Jorge Dely Valdés |  |  |

## Entrenadores
| Entrenador          | País                 | Periodo            |
| ------------------- | -------------------- | ------------------ |
| Daishiro Yoshimura  | Japón                | 1990-1993          |
| Paulo Emilio        | Brasil               | 1994-95            |
| Hiroshi Sowa        | Japón                | Mayo 1995-96       |
| Levir Culpi         | Brasil               | 1997               |
| Yasutaro Matsuki    | Japón                | 1998               |
| René Desayere       | Bélgica              | 1999               |
| Hiroshi Soejima     | Japón                | 2000               |
| João Carlos         | Brasil               | Agosto de 2001     |
| Akihiro Nishimura   | Japón                | Noviembre 2001-03  |
| Yuji Tsukada        | Japón                | Octubre de 2003    |
| Fuad Muzurović      | Bosnia y Herzegovina | 2004               |
| Albert Pobor        | Croacia              | Abril de 2004      |
| Shinji Kobayashi    | Japón                | Julio 2004-06      |
| Yuji Tsukada        | Japón                | Abril de 2006      |
| Satoshi Tsunami     | Japón                | 2007               |
| Levir Culpi         | Brasil               | Mayo 2007-11       |
| Sérgio Soares       | Brasil               | 2012               |
| Levir Culpi         | Brasil               | Agosto de 2012     |
| Ranko Popović       | Serbia               | 2014               |
| Marco Pezzaiuoli    | Alemania             | Junio de 2014      |
| Yuji Okuma          | Japón                | Septiembre de 2014 |
| Paulo Autuori       | Brasil               | 2015               |
| Kiyoshi Okuma       | Japón                | Noviembre 2015-17  |
| Yoon Jong-hwan      | Corea del Sur        | 2017-18            |
| Miguel Ángel Lotina | España               | 2019               |

## Palmarés
En negrita las competiciones vigentes. En cursiva los logros conseguidos como Yanmar Diesel SC.
| Competición nacional                      | Títulos                       | Subcampeonatos                                 |
| ----------------------------------------- | ----------------------------- | ---------------------------------------------- |
| Japan Soccer League (4/4)                 | 1971, 1974, 1975, 1980        | 1968, 1972, 1978, 1982                         |
| Copa del Emperador (4/8)                  | 1968, 1970, 1974, 2017        | 1971, 1972, 1976, 1977, 1983, 1994, 2001, 2003 |
| Copa J. League (1/2)                      | 2017                          | 2021, 2022                                     |
| Supercopa de Japón (1):                   | 2018                          |                                                |
| Copa Japan Soccer League (3/2):           | 1973 (compartida), 1983, 1984 | 1977, 1982                                     |
|                                           |                               |                                                |
| Japan Football League (2ª división) (1/0) | 1994                          |                                                |

| Competición internacional | Títulos | Subcampeonatos |
| ------------------------- | ------- | -------------- |
| Copa Suruga Bank (0/1)    |         | 2018           |

### Trayectoria en J. League
| Temporada | Div. | Equipos | Pos. | Espectadores | Copa J. League    | Copa del Emperador | Liga de Campeones AFC |
| --------- | ---- | ------- | ---- | ------------ | ----------------- | ------------------ | --------------------- |
| 1995      | J1   | 14      | 8.º  | 12.097       | No se disputó     | 2.ª ronda          | No participó          |
| 1996      | J1   | 16      | 13.º | 8.229        | Fase de grupos    | 4.ª ronda          | No participó          |
| 1997      | J1   | 17      | 11.º | 9.153        | Fase de grupos    | 4.ª ronda          | No participó          |
| 1998      | J1   | 18      | 9.º  | 9.864        | Fase de grupos    | 3.ª ronda          | No participó          |
| 1999      | J1   | 16      | 6.º  | 10.216       | 2.ª ronda         | 4.ª ronda          | No participó          |
| 2000      | J1   | 16      | 5.º  | 13.548       | 2.ª ronda         | Cuartos de final   | No participó          |
| 2001      | J1   | 16      | 16.º | 11.857       | 1.ª ronda         | Subcampeón         | No participó          |
| 2002      | J2   | 12      | 2.º  | 7.952        | No participó      | 4.ª ronda          | No participó          |
| 2003      | J1   | 16      | 9.º  | 13.854       | Fase de grupos    | Subcampeón         | No participó          |
| 2004      | J1   | 16      | 15.º | 14.323       | Fase de grupos    | 4.ª ronda          | No participó          |
| 2005      | J1   | 18      | 5.º  | 17.648       | Cuartos de final  | Semifinal          | No participó          |
| 2006      | J1   | 18      | 17.º | 13.026       | Cuartos de final  | 4.ª ronda          | No participó          |
| 2007      | J2   | 13      | 5.º  | 6.627        | No participó      | 4.ª ronda          | No participó          |
| 2008      | J2   | 15      | 4.º  | 10.554       | No participó      | 4.ª ronda          | No participó          |
| 2009      | J2   | 18      | 2.º  | 9.912        | No participó      | 2.ª ronda          | No participó          |
| 2010      | J1   | 18      | 3.º  | 15.026       | Fase de grupos    | 4.ª ronda          | No participó          |
| 2011      | J1   | 18      | 12.º | 14.145       | Cuartos de final  | Semifinal          | Cuartos de final      |
| 2012      | J1   | 18      | 14.º | 16.815       | Cuartos de final  | Cuartos de final   | No participó          |
| 2013      | J1   | 18      | 4.º  | 18.819       | Cuartos de final  | 4.ª ronda          | No participó          |
| 2014      | J1   | 18      | 17.º | 21.627       | Cuartos de final  | Cuartos de final   | Octavos de final      |
| 2015      | J2   | 22      | 4.º  | 12.232       | No participó      | 1.ª ronda          | No participó          |
| 2016      | J2   | 22      | 4.º  | 12.509       | No participó      | 3.ª ronda          | No participó          |
| 2017      | J1   | 18      | 3.º  | 20.970       | Campeón           | Campeón            | No participó          |
| 2018      | J1   | 18      | 7.º  | 18.542       | Cuartos de final  | 4.ª ronda          | Fase de grupos        |
| 2019      | J1   | 18      | 5.º  | 21.518       | Fase eliminatoria | 4.ª ronda          | No participó          |
| 2020      | J1   | 18      | 4.º  | 7.014        | Cuartos de final  | No participó       | No participó          |
| 2021      | J1   | 20      | 12.º | 5.351        | Subcampeón        | Semifinal          | Octavos de final      |
| 2022      | J1   | 18      | 5.º  | 11.427       | Subcampeón        | Cuartos de final   | No participó          |
| 2023      | J1   | 18      | 9.º  | 17.074       | Fase de grupos    | Octavos de final   | No participó          |

## Rivalidades
Derbi de Osaka
Este Derbi enfrenta desde 1986 a los dos equipos más importantes de la prefectura de Osaka, el Gamba Osaka representando a Suita y el Cerezo Osaka representando a la ciudad de Osaka.
Derbi de Kansai
El derbi donde los equipos representan a las ciudades Osaka, Kioto y Kobe, ubicadas dentro de la región de Kansai y representadas por el Gamba Osaka, Cerezo Osaka, Kyoto Sanga y Vissel Kobe respectivamente.
Derbi de Hanshin
Este es el derbi consiste en los partidos que disputan los equipos de Osaka (Gamba Osaka y Cerezo Osaka) contra los de Kobe (Vissel Kobe).
Derbi de Keihan
Este es el derbi enfrenta a los equipos de Osaka (Gamba Osaka y Cerezo Osaka) contra los de Kioto (Kyoto Sanga).